# Fontana delle Cinque Lune
Fontana delle Cinque Lune, tidigare benämnd Fontanella rionale di Piazza Madama, är en dricksvattenfontän vid Piazza Domenico Reggiani i Fiumicino i Lazio. Fontänen utfördes av Salvatore Amato och invigdes år 1929. Fontänen var ursprungligen belägen vid Piazza Madama, i hörnet av dåvarande Via delle Cinque Lune i Rione Sant'Eustachio i Rom.

## Beskrivning

### Fontänen
Fontänen uppfördes vid Palazzo Piccolomini i närheten av Piazza Navona. Palatset revs år 1936 i samband med anläggandet av Corso del Rinascimento och fontänen ställdes i ett förråd. Efter andra världskriget installerades fontänen på sin nuvarande plats vid en av Aceas (Azienda Comunale Energia e Ambiente) vattentankar i Fiumicino. 
Fontänen visar ätten Piccolominis fem heraldiska månar; den översta är försedd med ett ansikte, ur vars mun vattnet porlar ner i en skål. Under denna skål sitter ett lejonhuvud, ur vars gap en andra vattenstråle rinner. Vattnet samlas upp i ett nedre kar. Fontänen kröns av Roms vapen med S.P.Q.R.

### Projekt
År 1925 beställde Governatorato di Roma nio rione-fontäner av arkitekten och skulptören Pietro Lombardi. Syftet med dessa fontäner var att de skulle avspegla respektive riones särskilda karaktär.
År 1928 utlystes en tävling för ytterligare tio fontäner vilka skulle placeras runt om i Rom. Endast sju av dessa utfördes, av vilka Fontana delle Cinque Lune är en. De övriga sex är:
- Fontana Paolina vid Via Paolina
- Fontana del Delfino vid Roseto di Roma, tidigare vid Borgo Vecchio
- Fontana della Quercia del Tasso vid Passeggiata del Gianicolo
- Fontanella della Piazza di Santa Croce in Gerusalemme vid Piazza di Santa Croce in Gerusalemme
- Fontana della Cancelleria vid Piazza della Cancelleria
- Fontana del Foro di Traiano vid Istituto Comprensivo Via Padre Semeria i Quartiere Ostiense, tidigare vid Trajanus forum

## Bilder
| - Fontänens övre del med de fem månarna. - Ätten Piccolominis vapen. |